# Halmfly
Halmfly, Oria musculosa är en fjärilsart som beskrevs av Jacob Hübner 1808. Halmfly ingår i släktet Oria och familjen nattflyn, Noctuidae. Arten är ännu inte påträffad i Sverige eller Finland men väl i Danmark. Inga underarter finns listade i Catalogue of Life.